# 護國寺 (南淡路市)
護國寺（日語：ごこくじ）是位於兵庫縣南淡路市賀集八幡的高野山真言宗佛寺。

## 概要
傳說是由開設京都石清水八幡宮的行教所開創，護國寺在明治時期神佛分離以前，是賀集八幡宮（賀集八幡神社、淡路國府八幡宮）的神宮寺。由於賀集莊在貞應2年（1223年）的淡路國大田文紀錄中，是屬於高野山寶幢院的領土，所以賀集八幡宮和護國寺在中世時期皆受到淡路守護細川氏的庇護，但在至德3年（1386年）因火災而燒毀，到寛永8年（1631年）才再興。
祭祀的本尊是胎藏大日如來，是在平安时代後期所作，被指定為日本國家重要文化財。
在近世，是阿波蜂須賀家的菩提寺。
池泉回遊式庭園是南淡路市的指定文化財（名勝）（1988年指定）。
除了本尊也祭祀布袋，是屬於淡路七福神靈場會其一，據說會帶來財運。

## 位置
- 兵庫縣南淡路市賀集八幡732

## 外部連結
- 護国寺〔スポット詳細〕-じゃらん観光ガイド